# Bic (wielerploeg)
Bic was een Franse wielerploeg van 1967 tot 1974 gesponsord door het gelijknamige merk van wegwerpartikelen Bic.

## Historiek
De eerste kopman van de ploeg, die startte als Bic-Hutchinson, was Jacques Anquetil. Hij werd omringd door onder meer de ervaren Jean Stablinski en de winnaar van de Ronde van Frankrijk 1966, Lucien Aimar. Raphaël Geminiani en Raymond Louviot waren de ploegleiders
In 1969 werd Geminiani opgevolgd door Maurice De Muer. Jan Janssen, de Tourwinnaar van 1968, kwam in de ploeg. Anquetil stopte dat jaar en Aimar verliet na het seizoen 1969 de ploeg. Bic trok het jaar daarna Luis Ocaña als kopman aan en die ging de strijd aan met Eddy Merckx om de Tourzege. Uiteindelijk won Ocaña enkel de Tour in 1973, bij afwezigheid van Merckx. Dat jaar kwam ook Joaquim Agostinho in het team.

## Bekende renners
- Joaquim Agostinho
- Lucien Aimar
- Jacques Anquetil
- Arie den Hartog
- Charly Grosskost
- Jan Janssen
- Gerben Karstens
- Jean-Marie Leblanc
- Eric Leman
- Leif Mortensen
- Luis Ocaña
- René Pijnen
- Jean Ronsmans
- Roger Rosiers
- Alain Santy
- Edward Sels
- Jean Stablinski
- Raymond Steegmans
- Willy Van Neste
- Alain en Sylvain Vasseur[1]

## Belangrijke overwinningen
- 1967: Vierdaagse van Duinkerken (Aimar)
- 1967: Amstel Gold Race (den Hartog)
- 1967: Criterium International (Anquetil)
- 1968: Frans kampioenschap wielrennen (Aimar)
- 1968: Parijs-Nice (Wolfshohl)
- 1968: Boucles de l'Aulne (Anquetil)
- 1969: Ronde van het Baskenland (Anquetil)
- 1969: Vierdaagse van Duinkerken (Alain Vasseur)
- 1970: Ronde van Spanje (Ocaña)
- 1970: Critérium du Dauphiné Libéré (Ocaña)
- 1971: Parijs-Roubaix (Rosiers)
- 1971: Troffeo Barrachi (Mortensen)samen met(Ocaña)
- 1972: GP Fourmies (Pijnen)
- 1972: Ronde van Vlaanderen (Leman)
- 1972: Critérium du Dauphiné Libéré (Ocaña)
- 1973: Ronde van België (Mortensen)
- 1973: Critérium du Dauphiné Libéré (Ocaña)
- 1973: Ronde van Frankrijk (Ocaña)
- 1974: Ronde van de Haut-Var (Karstens)